# Friedrich de la Motte-Fouqué

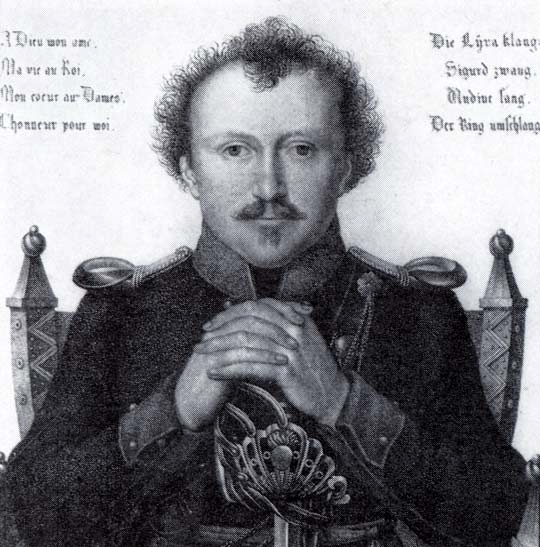
Friedrich de la Motte-Fouqué omstreeks 1820

Friedrich Heinrich Karl Freiherr de la Motte-Fouqué (Brandenburg an der Havel, 12 februari 1777 — Berlijn, 23 januari 1843) was een Duits schrijver uit de Romantiek.

## Leven
Motte-Fouqué had een carrière als militair; hij was luitenant en nam deel aan de veldtocht naar de Rijn in 1794. Hij schreef aanvankelijk, tot 1808, onder het pseudoniem Pellegrin. August Wilhelm von Schlegel bracht hem met de literaire wereld in contact, na publicatie van Dramatische Spiele. Hij had een sterke belangstelling voor de Noorse mythologie en de ridderroman, wat men in zijn werk duidelijk merkt. Op korte tijd schreef hij meerdere romantische, fantasierijke werken, waaronder de romans Historie vom edlen Ritter Galmy en Alwin, en het toneelstuk Sigurd, der Schlangentöter.
In 1813 nam hij opnieuw dienst in het leger, werd gepromoveerd tot majoor en zwaaide af in 1815. Hij woonde op het landgoed Nennheusen nabij Rathenow, waar hij gastheer speelde voor vele belangrijke romantische dichters uit die periode; in zijn kring circuleerden Marie Anne Amalie van Hessen-Homburg, Kleist en later Eichendorff, en in het bijzonder Chamisso was een goede vriend van hem. Fouqués grootste roem kwam tussen 1808 en 1820; in deze periode was hij bijzonder productief. In 1811 schreef hij zijn bekendste en best onthaalde werk, Undine, tevens het enige dat door het grote publiek nog enigszins herinnerd wordt. Daarna verzwaarde de stijl van Fouqué sterk: in Der Zauberring en Die Fahrten Thiodulfs, des Isländers spreidt hij een gekunstelde, ietwat opgeblazen hang naar heroïek tentoon. Hij schreef een groot aantal epische gedichten en toneelstukken, waaronder Alf und Yngwi, Runenschrift, Die Pilgerfahrt en Der Jarl der Orkneyinseln. Fouqués populariteit taande sterk vanaf 1820; hij werd grimmig, de opgewekte romantiek van zijn vroegere werken ging verloren en in de plaats trad een verbolgen afkeer van de moderne wereld. Hij moest zijn landgoed verkopen en verhuisde naar Halle an der Saale, alwaar hij voordrachten tegen de romantische tijdgeest gaf. In deze periode schreef hij werken die door het publiek maar lauwtjes onthaald werden.
Dankzij de toeschietelijkheid van de Pruisische koning Frederik Willem IV kon Motte-Fouqué opnieuw naar Berlijn verhuizen. Hij gaf, samen met Ludwig von Alvensleben, de Zeitung für den deutschen Adel uit. In 1831 overleed zijn vrouw, Caroline von Briest. Tijdens zijn latere leven bleef Motte-Fouqué een tegendraadse figuur, die zich tegen de gangbare tendenzen in de literatuur verzette. Hij gaf zijn eigen autobiografie uit, alsmede een verzamelband van zijn werken, in twaalf delen. Toen hij stierf, was hij vereenzaamd en reeds tijdens zijn leven grotendeels vergeten. Ook vandaag is Motte-Fouqué, die in het centrum van Berlijn begraven ligt, een auteur wiens werk in het verdomboekje is geraakt, een lot dat hij wellicht niet heeft verdiend.

## Werken
- 1804 Dramatische Spiele
- 1805 Romanzen vom Thal Ronceval
- 1806 Historie vom edlen Ritter Galmy und einer schönen Herzogin von Bretagne
- 1808 Alwin
- 1808 Sigurd, der Schlangentöter
- 1811 Undine
- 1813 Der Zauberring
- 1814 Corona (episch gedicht)
- 1814 Karls d. Gr. Geburt und Jugendjahre (episch gedicht)
- 1815 Die Fahrten Thiodulfs, des Isländers
- 1816 Sängerliebe
- 1817 Die wunderbaren Begebenheiten des Grafen Alethes von Lindenstein
- 1821 Bertrand du Guesclin (episch gedicht)
- 1823 Ritter Elidouc
- 1826 Die Saga von Gunlaugar, genannt Drachenzunge, und Rafn dem Skalden. Eine Islandskunde des 9. Jahrhunderts
- 1831 Jakob Böhme
- 1840 Die Weltreiche zu Anfang der Jahre 1835-40 (zes delen)
- 1840 Preußische Trauersprüche und Huldigungsgrüße für das Jahr 1840
- 1840 Lebensgeschichte (autobiografie)
- 1841 Ausgewählte Werke (verzamelband)
- 1842 Der Pappenheimer Kürassier; Szenen aus der Zeit des Dreißigjährigen Kriegs
- 1844 Abfall und Buße oder die Seelenspiegel
- 1846 Geistliche Gedichte
- 1862 Christliche Gedichte

- Bibsys: 4111124
- Biblioteca Nacional de España: XX950465
- Bibliothèque nationale de France: cb11903235s (data)
- Catàleg d'autoritats de noms i títols de Catalunya: 981058527516106706
- CiNii: DA0046050X
- Gemeinsame Normdatei: 118534556
- International Standard Name Identifier: 0000 0001 1025 7596
- Library of Congress Control Number: n79077376
- Nationale Bibliotheek van Letland: 000063650
- MusicBrainz: 3a3314d1-ef18-4750-8cd0-268686fa149d
- Bibliotheek van het Japanse parlement: 00446599
- Nationale Bibliotheek van Tsjechië: jn19990218023
- Nationale bibliotheek van Australië: 35886216
- Nationale Bibliotheek van Israël: 987007263999605171
- Nationale Bibliotheek van Polen: a0000002921547
- Nationale en Universitaire bibliotheek Zagreb: 000068643
- Nederlandse Thesaurus van Auteursnamen: 069318808
- Réseau des bibliothèques de Suisse occidentale: 02-A000101404
- Istituto Centrale per il Catalogo Unico: SBLV064664
- LIBRIS: 309705
- SNAC: w6mp6dsv
- Système universitaire de documentation: 027783375
- Trove: 1131409
- Union List of Artist Names: 500780221
- Virtual International Authority File: 44298932
- WorldCat: E39PBJhX79qQMQgrqKw4b4QrMP